# The Graveyard (película)
The Graveyard es una película estadounidense de terror suspenso de 2006 independiente, escrita por Michael Hurst, dirigida por Michael Feifer y protagonizada por Patrick Scott Lewis. El proyecto fue filmado en California.

## Argumento
Un grupo de amigos (Jack, Allie, Sarah, Charlie, Michelle, y Eric) va al cementerio de Placid Pines para jugar a las escondidas durante la medianoche. Eric es elegido para ser el buscador, y comienza a contar mientras sus amigos se esparcen. Al abrir los ojos, ve a un hombre enmascarado con cuchillo que se aproxima. Asustado, comienza a correr, mira hacia atrás y ve al hombre enmascarado apuñalar a uno de sus amigos. Él sigue corriendo y se resbala, empalándose a sí mismo en las sobresalientes barras de la cerca del cementerio. Mientras se desangra, los amigos se reúnen alrededor, con el hombre enmascarado revelándose que es Bobby, el séptimo amigo. Su broma pesada ha salido terriblemente mal. Cinco años más tarde, Bobby es liberado de prisión y se reúne con sus amigos, quienes no han recibido ningún cargo. En la reunión, un asesino enmascarado comienza a acecharlos.

## Reparto
- Christopher Stewart como Charlie.
- Mark Salling como  Eric.
- Lindsay Ballew como  Michelle.
- Sam Bologna como Sheriff.
- Trish Coren como Allie.
- Eva Derrek como Veronica.
- Brett Donowho como Camper.
- Jasmes Gallinger como  Bailiff.
- Patrick Scott Lewis como Bobby.
- Leif Lillehaugen como Jack.
- Markus Potter como Peter Bishop / Adam.
- Erin Reese como Sarah (acreditada como Erin Lokitz)
- Natalie Denise Sperl como Zoe.